# Colobostema wallacei
Colobostema wallacei är en tvåvingeart som beskrevs av Cook 1971. Colobostema wallacei ingår i släktet Colobostema och familjen dyngmyggor. Inga underarter finns listade i Catalogue of Life.